# Eleccions legislatives belarusses de 2004
Es van celebrar eleccions legislatives a Belarús el 17 d'octubre de 2004, amb una segona volta en dues circumscripcions el 27 d'octubre, i una tercera volta en una el 20 de març de 2005. La gran majoria dels candidats triats, 97 de 109, eren independents. La participació en la primera volta va ser del 91,04%.
Un total de 359 candidats van concórrer a les eleccions, i els partits de l'oposició van afirmar que al voltant del 40% dels seus candidats no estaven inscrits. La delegació de l'OSCE va observar que, encara que a tots els candidats se'ls concedia una quantitat fixa de temps d'emissió gratuïta en ràdio i televisió i una declaració gratuïta en la premsa nacional, més del 80% del temps dels informatius de televisió es va dedicar al president Aleksandr Lukaixenko en les cinc setmanes anteriors a les eleccions. També van manifestar la seva preocupació per la independència de la Comissió Electoral i la falta de transparència durant el procés de votació i recompte. El govern també va tancar nou diaris independents en el període previ a les eleccions.